# Chiesa di Nostra Signora di Monserrato (Oliena)
La chiesa di Nostra Signora di Monserrato (Musserràta in sardo olianese) è un edificio religioso situato in territorio di Oliena, centro abitato della Sardegna centrale. Consacrata al culto cattolico, sussidiaria della parrocchia di San Ignazio di Loyola, diocesi di Nuoro, facente parte di un Santuario.

## Storia e descrizione
Questa chiesa campestre che si trova a cinque chilometri circa dal centro abitato sulla strada che da Oliena conduce a Dorgali, sorge su un pianoro (Sa Màrghine 'e Musserràta in sardo olianese), leggermente in pendìo, nei pressi della chiesa non più esistente di San Michele Arcangelo (Santu Miàle). La sua costruzione originale risale al 1543, data scritta su una targa in tufo posta all'ingresso dell'edificio. Sui suoi ruderi, nel 1856, venne ricostruita l'attuale chiesa. Dell'antico edificio rimangono la sagrestia e e l'abside semicircolare. La facciata è piuttosto semplice, con un campanile a vela composto da due pinnacoli che affiancano un piccolo arco centrale. Il moderno rosone circolare è chiuso da una vetrata decorata con una croce greca. All'interno Presenta un'unica navata suddivisa in tre campate separate da archi a sesto acuto. Nella nicchia ricavata nell'abside è ospitata la statua della Madonna nera di Monserrat, patrona massima della Catalogna. La vecchia sagrestia è coperta una volta a crociera in stile gotico-aragonese.

## Il santuario
La chiesa di Monserrato fa parte di un novenario dedicato al culto mariano, nel quale nei primi giorni di settembre si svolgono dei festeggiamenti religiosi e civili, in onore della Madonna nera. Oltre all'edificio religioso sono presenti dei locali (chiamati in sardo cumbessìas) in cui i priori e il comitato che si occupa della festa abitano per nove giorni. Questi locali sono disposti ai lati dell'ampio piazzale su cui si affaccia la chiesa. Ci sono poi le cucine e una sala mensa. Fuori dalla chiesa sono stati posizionati un altare ligneo, un leggio e una grande croce, così da poter celebrare messa all'aperto, vista la grande affluenza dei fedeli che nel periodo della festa si recano nel luogo.